# Scrupocellaria drachi
Scrupocellaria drachi är en mossdjursart som beskrevs av Ernst Marcus 1955. Scrupocellaria drachi ingår i släktet Scrupocellaria och familjen Candidae. Inga underarter finns listade i Catalogue of Life.